# Horný Badín
Horný Badín és un poble i municipi d'Eslovàquia. Es troba a la regió de Banská Bystrica.

## Història
La primera menció escrita de la vila es remunta al 1391.

## Demografia
| Godina             | 1994 | 2004   | 2014   | 2024   |
| ------------------ | ---- | ------ | ------ | ------ |
| Nombre de persones | 194  | 191    | 182    | 172    |
| Diferència         |      | −1,54% | −4,71% | −5,49% |

| Godina             | 2023 | 2024   |
| ------------------ | ---- | ------ |
| Nombre de persones | 174  | 172    |
| Diferència         |      | −1,14% |